# Onitis vicinus
Onitis vicinus är en skalbaggsart som beskrevs av Lansberge 1875. Onitis vicinus ingår i släktet Onitis och familjen bladhorningar. Inga underarter finns listade i Catalogue of Life.